# Дуну
Дуну (фр. Dounoux) насеље је и општина у североисточној Француској у региону Лорена, у департману Вогези која припада префектури Епинал.
По подацима из 2011. године у општини је живело 852 становника, а густина насељености је износила 92,31 становника/km². Општина се простире на површини од 9,23 km². Налази се на средњој надморској висини од 416 метара (максималној 520 m, а минималној 360 m).

## Демографија
| 1962. | 1968. | 1975. | 1982. | 1990. | 2011. |
| ----- | ----- | ----- | ----- | ----- | ----- |
| 391   | 372   | 457   | 711   | 807   | 852   |

График промене броја становника у току последњих година